# Glaucopsyche couperi
Glaucopsyche couperi är en fjärilsart som beskrevs av Augustus Radcliffe Grote 1874. Glaucopsyche couperi ingår i släktet Glaucopsyche och familjen juvelvingar. Inga underarter finns listade i Catalogue of Life.